# Fabrício Mafra
Pour les articles homonymes, voir Mafra.
 (novembre 2016).
Fabrício Francisco Mafra (né le 6 mars 1982 à Viçosa) est un haltérophile brésilien. Il concourt dans la catégorie des moins de 105 kg. Il a terminé 3e des Jeux panaméricains en 2007.